# اسکی روی ماسه

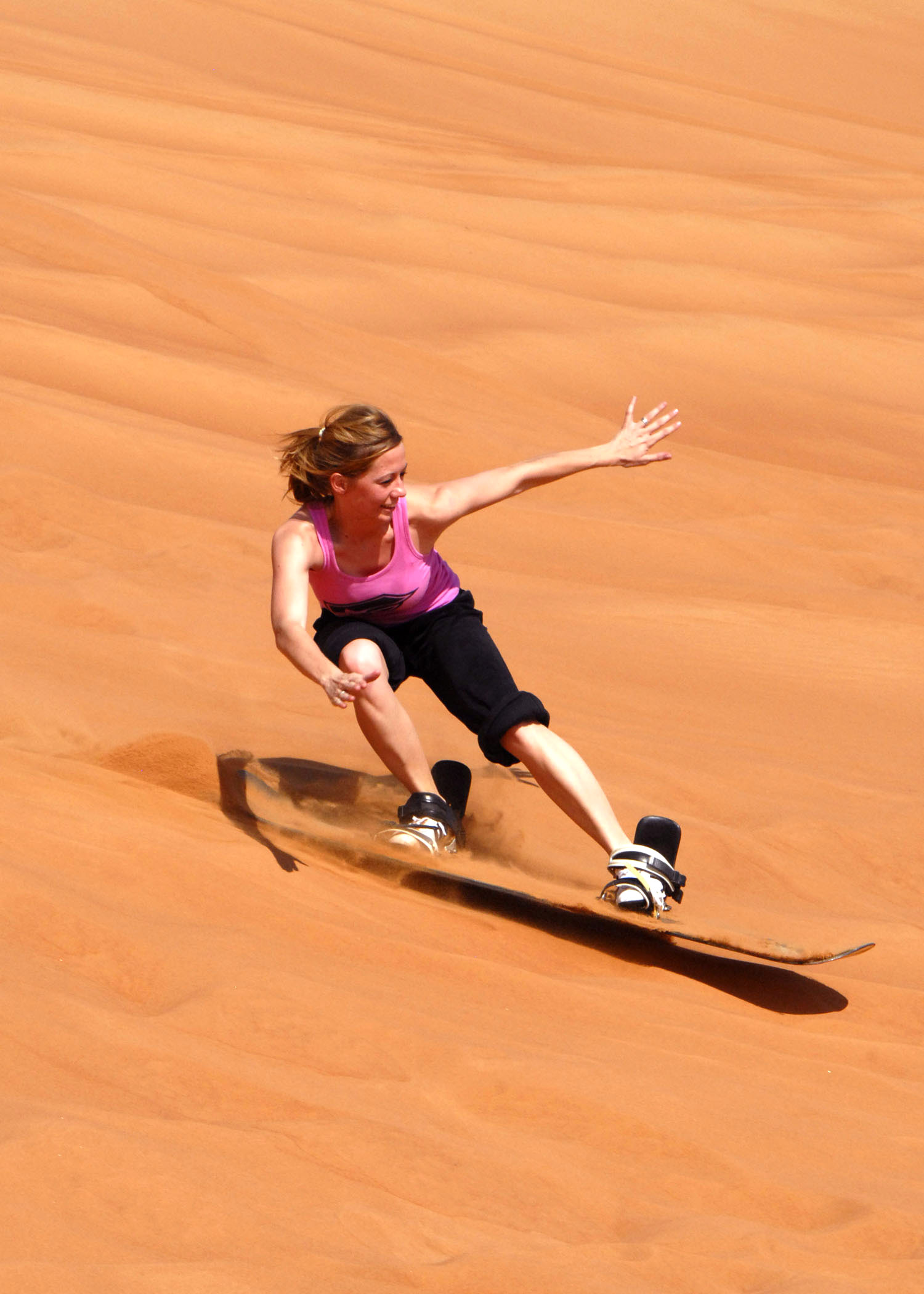
اسکی روی ماسه در دبی

اسکی روی ماسه (به انگلیسی: Sandboarding) ورزش تخته‌ای همانند اسکی روی برف است. این نوع اسکی یک فعالیت تفریحی است که در سراسر دنیا هواداران بسیاری دارد، اما به وضوح در مناطق بیابانی و سواحل دارای تپه‌های ماسه‌ای انجام می‌گیرد. اسکی روی ماسه به خاطر سختی ایجاد سازه‌هایی که افراد را به بالای تپه‌های ماسه‌ای بسیار مرتفع انتقال می‌دهد کمتر از اسکی روی برف فراگیر شده‌است.